# Степан Юринич
Степан Юринич (на хърватски: Stjepan (Stepan) Jurinic) (1855 – 1947), по произход хърватин, е български учен зоолог, обществен и културен деец, автор на политически и исторически съчинения и статии, преводач от български на хърватски език, действителен член на Българското книжовно дружество (БАН) от 1900 г. Пръв професор по зоология – 1904 г. Ректор е на Софийският университет „Св. Климент Охридски“ през 1911 и 1912 г. Работи върху безгръбначни и гръбначни животни.

## Памет
В негова чест е наименован видът паяци Inermocoelotes jurinitschi от семейство Agelenidae, намерени за пръв път в България.

## Избрани произведения
- Пещерата Полички при Дряновския манастир Св. Архангел Михаил //  Сборникъ за народни умотворения, наука и книжнина (6).   1891. с. 362-379. Посетен на 26 юли 2024.[неработеща препратка]
- Родът Euscorpius в България //  Периодическо списание на Българското книжовно дружество 16 (LXV).   1904. с. 134 - 161. Посетен на 26 юли 2024.[неработеща препратка]
- Бележки по сладководните миди (Bivalvae) в България //  Годишник на Софийския университет. Физико-математически факултет; Annuaire de l'Universite de Sofia 2.   1906. с. 1-67. Посетен на 25 юли 2024.
- Принос към българската фауна на стоногите //  Сборникъ за народни умотворения, наука и книжнина (20).   1904. с. 1-44. Посетен на 25 юли 2024.[неработеща препратка]
- Бележки по сладководните миди (Bivalvae) в България //  Годишник на Софийския университет. Физико-математически факултет; Annuaire de l'Universite de Sofia 2.   1906. с. 1-67. Посетен на 25 юли 2024.
- По българската фауна на охлювите Helicidae //  Годишник на Софийския университет. Физико-математически факултет; Annuaire de l'Universite de Sofia 6.   1908. с. 351-371. Посетен на 24 юли 2024.
- Йосиф-Юрай Щросмайер //  Сборник за народни умотворения, наука и книжнина, Дял Историко-филологичен и фолклорен XXII-XXIII.   1906-1907. с. 1-71. Посетен на 21 юни 2024.[неработеща препратка]
- Спомен за професор Георги Н. Златарски: Животопис на Георги Златарски //  Годишник на Софийския университет. Официален дял ; Annuaire de l'Universite de Sofia. Partie officielle 6.   1911. с. 56-79.
- Серологичните изследвания (биологичен метод) и тяхното значение за биологията (Ректорска реч) //  Годишник на Софийския университет. Физико-математически факултет. Книга 2; Annuaire de l'Universite de Sofia. Faculte Physico-mathematique. Livre 2 8-9.   1914. с. 3-30.